# МЛС
Главна фудбалска лига (енгл. Major League Soccer), позната по свом акрониму МЛС (од енгл. MLS), је професионална фудбалска лига у којој учествује 26 клубова из САД и 3 из Канаде.
Лига је подељена на две конференције: Источну (15 клубова) и Западну (14 клубова). Након одиграних 34 кола, најбоља два клуба из сваке конференције се пласирају у разигравање, и још четири клуба са највећим бројем бодова. У првом колу играју се двије утакмице, док се у конференцијским финалима и МЛС финалу игра само једна утакмица.
Тим који у регуларном делу сезоне буде први на табели осваја „Supporters Shield“ трофеј, док Куп МЛС осваја победник у финалу плеј-офа.
Главна фудбалска лига основана је 1993. године као део кандидатуре САД за Светско првенство у фудбалу. Прва сезона је одиграна 1996. године и учествовало је 10 тимова. Лига траје од марта до новембра, где сваки тим игра по 34 утакмице.

## Трофеји
| Клуб                 | Куп МЛС | Година                       | Регуларни шампионат МЛС | Година                 |
| -------------------- | ------- | ---------------------------- | ----------------------- | ---------------------- |
| Лос Анђелес галакси  | 5       | 2002, 2005, 2011, 2012, 2014 | 4                       | 1998, 2002, 2010, 2011 |
| Ди-Си јунајтед       | 4       | 1996, 1997, 1999, 2004       | 4                       | 1997, 1999, 2006, 2007 |
| Коламбус кру         | 3       | 2008, 2020, 2023             | 3                       | 2004, 2008, 2009       |
| Сан Хозе ертквејкси  | 2       | 2001, 2003                   | 2                       | 2005, 2012             |
| Спортинг Канзас Сити | 2       | 2000, 2013                   | 1                       | 2000                   |
| Сијетл саундерси     | 2       | 2016, 2019                   | 1                       | 2014                   |
| Хјустон дајнамо      | 2       | 2006, 2007                   | –                       | –                      |
| Лос Анђелес          | 1       | 2022                         | 2                       | 2019, 2022             |
| Чикаго фајер         | 1       | 1998                         | 1                       | 2003                   |
| Торонто              | 1       | 2017                         | 1                       | 2017                   |
| Реал Солт Лејк       | 1       | 2009                         | –                       | –                      |
| Колорадо рапидси     | 1       | 2010                         | –                       | –                      |
| Портланд тимберси    | 1       | 2015                         | –                       | –                      |
| Атланта јунајтед     | 1       | 2018                         | –                       | –                      |
| Њујорк Сити          | 1       | 2021                         | –                       | –                      |
| Њујорк ред булси     | –       | –                            | 3                       | 2013, 2015, 2018       |
| Далас                | –       | –                            | 1                       | 2016                   |
| Филаделфија јунион   | –       | –                            | 1                       | 2020                   |
| Њу Ингланд револушн  | –       | –                            | 1                       | 2021                   |
| Синсинатии           | –       | –                            | 1                       | 2023                   |
| Тампа Беј мјутини    | –       | –                            | 1                       | 1996                   |
| Мајами фјужн         | –       | –                            | 1                       | 2001                   |

## Клубови у сезони 2023.
| Клуб                 | Стадион                     | Град                          | Основан              | Члан МЛС-а           |
| Источна конференција | Источна конференција        | Источна конференција          | Источна конференција | Источна конференција |
| -------------------- | --------------------------- | ----------------------------- | -------------------- | -------------------- |
| Атланта јунајтед     | Стадион Мерцедес-Бенц       | Атланта, Џорџија              | 2014.                | 2017.                |
| Чикаго фајер         | Ситгик стадион              | Бриџвју, Илиноис              | 1997.                | 1998.                |
| Синсинати            | Стадион ТКјуЛ               | Синсинати, Охајо              | 2018.                | 2019.                |
| Шарлот               | Стадион Бенк оф Америка     | Шарлот, Северна Каролина      | 2019.                | 2022.                |
| Коламбус кру         | Стадион Lower.com           | Коламбус, Охајо               | 1994.                | 1996.                |
| Ди-Си јунајтед       | Стадион РФК                 | Вашингтон                     | 1995.                | 1996.                |
| Интер Мајами         | Стадион Драјв Пинк          | Форт Лодердејл, Флорида       | 2018.                | 2020.                |
| Монтреал импакт      | Стадион Сапуто              | Монтреал, Квебек              | 2010.                | 2012.                |
| Нешвил               | Нисан Стадион               | Нешвил, Тенеси                | 2017.                | 2020.                |
| Њу Ингланд револушн  | Стадион Ђилет               | Фоксборо, Масачусетс          | 1995.                | 1996.                |
| Њујорк Сити          | Јенки стадион               | Њујорк, Њујорк                | 2013.                | 2015.                |
| Њујорк ред булси     | Стадион Ред бул арена       | Харисон, Њу Џерзи             | 1995.                | 1996.                |
| Орландо Сити         | Стадион Експлорија          | Орландо, Флорида              | 2013.                | 2015.                |
| Филаделфија јунион   | Стадион Субару парк         | Честер, Пенсилванија          | 2008.                | 2010.                |
| Торонто              | Стадион БМО Филд            | Торонто, Онтарио              | 2006.                | 2007.                |
| Западна конференција |                             |                               |                      |                      |
| Остин                | Стадион Кју2                | Остин, Тексас                 | 2018.                | 2021                 |
| Колорадо рапидси     | Дик спортин гудс парк       | Комерс Сити, Колорадо         | 1995.                | 1996.                |
| Далас                | Стадион Тојота              | Фриско, Тексас                | 1996.                | 1996.                |
| Хјустон дајнамо      | Стадион ПНЦ                 | Хјустон, Тексас               | 2005.                | 2006.                |
| Лос Анђелес галакси  | Хоум дипо центар            | Карсон, Калифорнија           | 1995.                | 1996.                |
| Лос Анђелес          | Стадион Бенк оф Калифорнија | Лос Анђелес, Калифорнија      | 2014.                | 2018.                |
| Минесота јунајтед    | Стадион Алајанц филд        | Минеаполис, Минесота          | 2015.                | 2017.                |
| Портланд тимберси    | Стадион Провиденс парк      | Портланд, Орегон              | 2009.                | 2011.                |
| Реал Солт Лејк       | Стадион Рио тинто           | Санди, Јута                   | 2004.                | 2005.                |
| Сан Хозе ертквејкси  | Бак Шо стадион              | Сан Хозе, Калифорнија         | 1995.                | 1996.                |
| Сијетл саундерси     | Стадион Лумен филд          | Сијетл, Вашингтон             | 2007.                | 2009.                |
| Сент Луис Сити       | Стадион Ситипарк            | Сент Луис, Мисури             | 2019.                | 2023.                |
| Спортинг Канзас Сити | Стадион Спортинг парк       | Канзас Сити, Канзас           | 1995.                | 1996.                |
| Ванкувер вајткапси   | БК плејс                    | Ванкувер, Британска Колумбија | 2009.                | 2011.                |

## Будући чланови МЛС лиге
| Клуб       | Стадион            | Град                    | Основан | Члан МЛС-а |
| ---------- | ------------------ | ----------------------- | ------- | ---------- |
| Сан Дијего | Снепдрагон стадион | Сан Дијего, Калифорнија | 2023.   | 2025.      |

## Угашени клубови
| Клуб              | Стадион               | Град                    | Основан | Члан МЛС-а |
| ----------------- | --------------------- | ----------------------- | ------- | ---------- |
| Чивас САД         | Хоум дипо центар      | Карсон, Калифорнија     | 2004.   | 2005–2014  |
| Мајами фјужн      | Локарт стадион        | Форд Лодердејл, Флорида | 1997.   | 1998–2001  |
| Тампа Беј мјутини | Стадион Рејмонд Џејмс | Тампа, Флорида          | 1995.   | 1996–2001  |